# Даушкане, Инга
Инга Даушкане (латыш. Inga Dauškāne; 12 апреля 1980 года) — латвийская лыжница, участница Олимпийских игр в Сочи, чемпионка Латвии. 

## Карьера
В Кубке мира Даушкане никогда не выступала. Регулярно выступает в Скандинавском кубке, где её лучшим достижением в общем итоговом зачёте стало 74-е место в сезоне 2012/13. В 2012 году была чемпионкой Латвии в гонке на 5 км свободным ходом.
На Олимпийских играх 2014 года в Сочи заняла 59-е место в спринте и 65-е место в гонке на 10 км классическим стилем.
За свою карьеру принимал участие в двух чемпионатах мира, лучший результат 25-е место в командном спринте на чемпионате мира 2013 года, а в личных гонках 70-е место в спринте на чемпионате мира 2011 года.